# 武汉市卫生健康委员会
30°35′29″N 114°16′30″E / 30.59140°N 114.27496°E
武汉市卫生健康委员会（简称武汉市卫生健康委、武汉市卫健委），是中华人民共和国湖北省武汉市人民政府的组成部门之一。

## 历史沿革
2018年3月，第十三届全国人民代表大会第一次会议批准《国务院机构改革方案》，确定组建国家卫生健康委员会。武汉市也随后进行机构改革。根据中共武汉市委办公厅、市人民政府办公厅关于印发《武汉市卫生健康委员会职能配置、内设机构和人员编制规定》的通知（武办文[2019]29号）精神，设置武汉市卫生健康委员会，为武汉市人民政府组成部门。
2019年1月9日，成立中共武汉市卫生健康委员会委员会。2019年1月25日上午，武汉市卫生健康委员会正式挂牌。它整合了原市卫生和计划生育委员会、市深化医药卫生体制改革领导小组办公室职责，以及市民政局的老龄工作职责，市安全生产监督管理局的职业安全健康监督管理职责。张红星担任首任党委书记、主任。

## 机构设置

### 内设机构
- 办公室
- 规划发展与信息化处（行政审批处）
- 财务处
- 体制改革与政策法规处
- 健康武汉建设办公室（市爱国卫生运动委员会办公室、市血吸虫病防治领导小组办公室）
- 疾病预防控制与职业健康处
- 医政医管处（市人民政府公民献血领导小组办公室、国家医疗卫生服务中心建设领导小组办公室）
- 基层卫生与老龄健康处
- 应急管理处（突发公共卫生事件应急指挥中心、市国防动员委员会医疗卫生办公室）
- 科技教育与对外交流合作处
- 综合监督处
- 中医药管理处
- 家庭发展与妇幼健康处
- 市保健委员会办公室
- 组织人事处
- 机关党委

### 直属事业单位
- 武汉市第一医院
- 武汉市中心医院
- 武汉市第三医院
- 武汉市第四医院
- 武汉市儿童医院
- 武汉市中医医院
- 武汉市金银潭医院
- 武汉市精神卫生中心
- 武汉市东湖医院
- 武汉市武东医院
- 武汉市武昌医院
- 武汉市汉口医院
- 武汉市卫生计生执法督察总队
- 武汉市疾病预防控制中心
- 武汉市皮肤病防治院
- 武汉市肺科医院
- 武汉市职业病防治院
- 武汉血液中心
- 武汉市急救中心
- 武汉市卫生健康委员会党校
- 武汉市卫生计生信息中心
- 中华医学会武汉分会
- 武汉市计划生育协会
- 武汉市计划生育宣传教育中心
- 武汉市计划生育服务中心
- 武汉市卫生健康委员会幼儿园

## 历任领导
主任
- 张红星（2019年1月－）

副主任
- 刘庆香（2019年1月－2020年4月[4]）
- 魏善波（2019年1月－2019年4月[5]）
- 高惠祥（2019年1月－）
- 彭厚鹏（2019年1月－）
- 白祥军（挂职，2019年3月[6]－）
- 郑云（2019年12月[7]－）
- 王卫华（2020年4月－）